# B-1 Hrvatska košarkaška liga 1993./94.
Sudionici i ljestvice hrvatske košarkaške B-1 lige za sezonu 1993./94.

## Centar

### Plava liga
| mj | klub                 | ut | pob | por | koš+ | koš- | bod | bod- |
| -- | -------------------- | -- | --- | --- | ---- | ---- | --- | ---- |
| 1. | Jaska Jastrebarsko   | 16 | 15  | 1   | 1350 | 1072 | 31  |      |
| 2. | Botinec Zagreb       | 16 | 13  | 3   | 1388 | 1171 | 29  |      |
| 3. | Ivanić (Ivanić-Grad) | 16 | 11  | 5   | 1137 | 1130 | 27  |      |
| 4. | Kelteks Dud+ga Resa  | 16 | 8   | 8   | 1375 | 1231 | 24  |      |
| 5. | Savski Marof         | 16 | 9   | 7   | 1103 | 1001 | 23  | -2   |
| 6. | Oroslavje            | 16 | 7   | 9   | 996  | 1083 | 22  | -1   |
| 7. | Novska               | 16 | 5   | 11  | 1127 | 1258 | 21  |      |
| 8. | Moslavina Kutina     | 16 | 4   | 12  | 1133 | 1293 | 20  |      |
| 9. | Petrinja             | 16 | 0   | 16  | 983  | 1363 | 16  |      |

 Izvori: 

 30 godina KK "Novska"